# Archilestes guayaraca
Archilestes guayaraca är en trollsländeart som beskrevs av De Marmels 1982. Archilestes guayaraca ingår i släktet Archilestes och familjen glansflicksländor. Inga underarter finns listade i Catalogue of Life.